# Noordgouwe
Noordgouwe is een dorp in de gemeente Schouwen-Duiveland, in de Nederlandse provincie Zeeland, met 775 inwoners, per 1 januari 2023. Het is aangewezen als beschermd dorpsgezicht, een van de beschermde stads- en dorpsgezichten in Zeeland. Tot 1961 vormde Noordgouwe een eigen gemeente waartoe ook Schuddebeurs behoorde, daarna heeft het tot 1997 bij de gemeente Brouwershaven gehoord.

## Geschiedenis
Noordgouwe is een van de jongste dorpen van Schouwen-Duiveland. Tot de veertiende eeuw lag er op deze plek een water, de Gouwe, dat de eilanden Schouwen, Duiveland en Dreischor van elkaar scheidde. Dit water verzandde en in 1374 werd de noordelijke tak van de Gouwe ingepolderd door tussen Schouwen en Dreischor twee dammen te leggen. Het dorp ontstond enige tijd later.

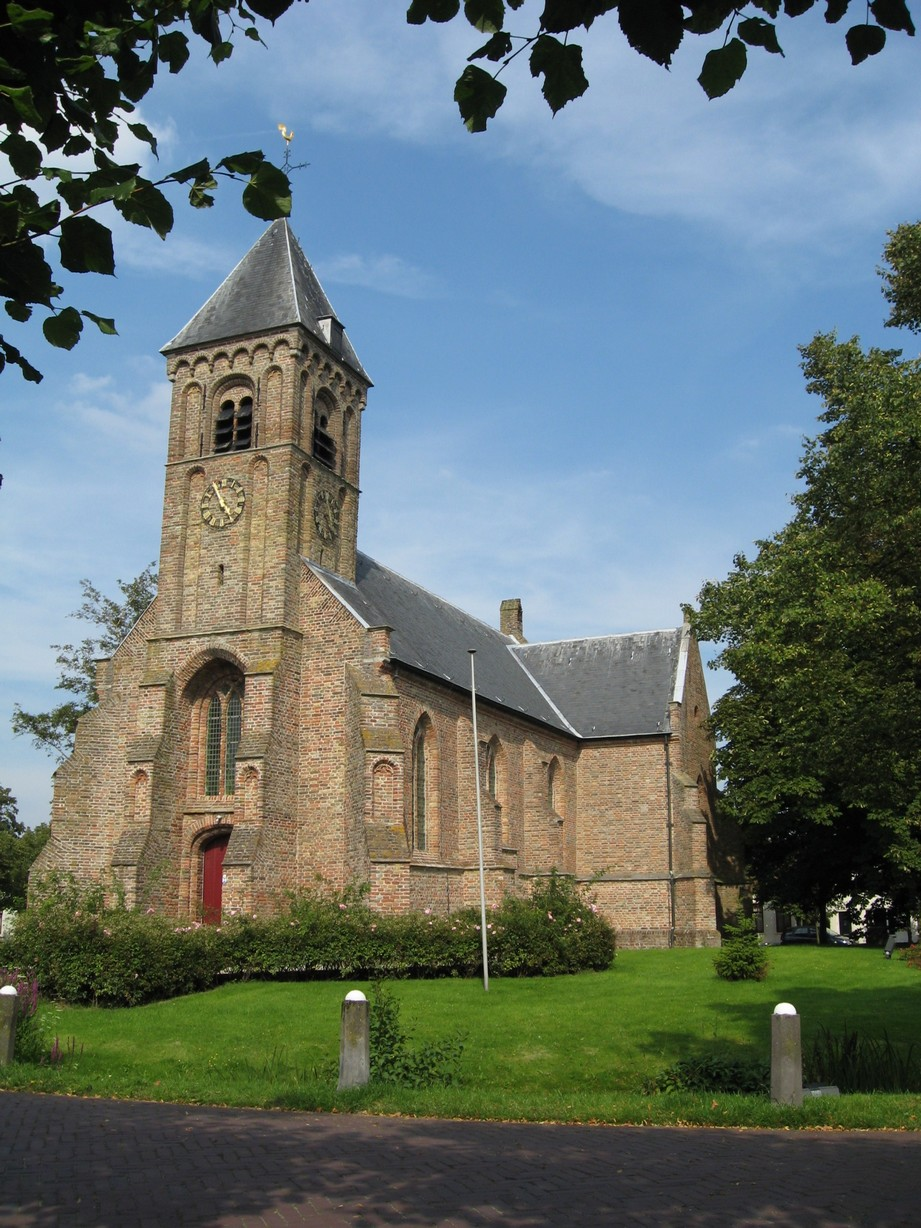
Driekoningenkerk

Noordgouwe is een ringdorp, met in het midden van de omgrachte ring de wat hoger gelegen Driekoningenkerk uit 1462, eertijds gewijd aan de driekoningen. Het klooster Sion van de orde der Kartuizers stond tussen 1434 en 1572 waar nu de Kloosterweg door Schuddebeurs loopt. In 1577 werden de stenen van het inmiddels vervallen klooster gebruikt voor herstel van de kerk. Aan de ring staat een open travalje.
Ten westen van Noordgouwe lag Huis De Pottere, een 16e-eeuws kasteeltje van Hendrik de Pottere, dat in de loop der tijd werd verbouwd tot een boerderij. Zijn erfgenamen lieten in 1651 een groep van vijf lage weduwenhuisjes bouwen: de Pottere Hofjes.
Van 1763 tot 1952 beschikte het dorp over een houten achtkante korenmolen. In 1902 kreeg Noordgouwe een streekziekenhuis dat in gebruik was tot 1957, toen in Zierikzee een nieuw ziekenhuis werd geopend.

## Bezienswaardigheden
Noordgouwe telt 23 rijksmonumenten.
Tussen de dorpen Kerkwerve en Noordgouwe bevindt zich de Kakkersweel, het restant van een oude dijkdoorbraak. Hier werd in het verre verleden een hagenpreek gehouden. De weel wordt beheerd door Staatsbosbeheer.

## Geboren in Noordgouwe
- Harmen Siezen (1940-2025), nieuwslezer en televisiepresentator.
- Robbert Lievense (4 augustus 1983), politicus.

## Fotogalerij

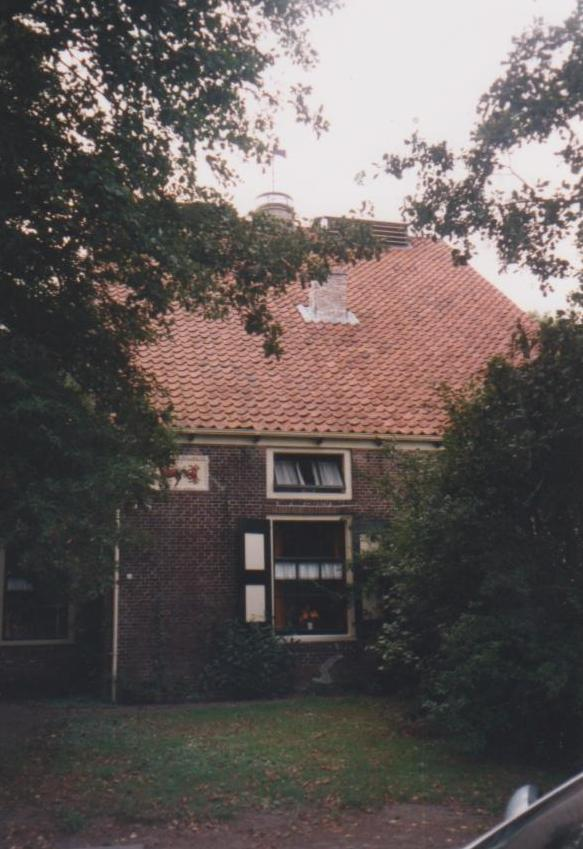
De Meestoof
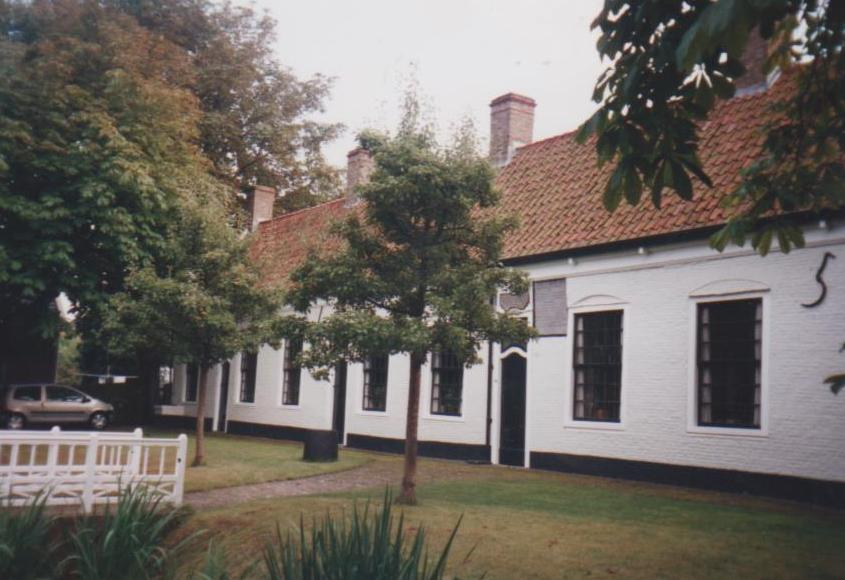
Gasthuisjes van links gezien
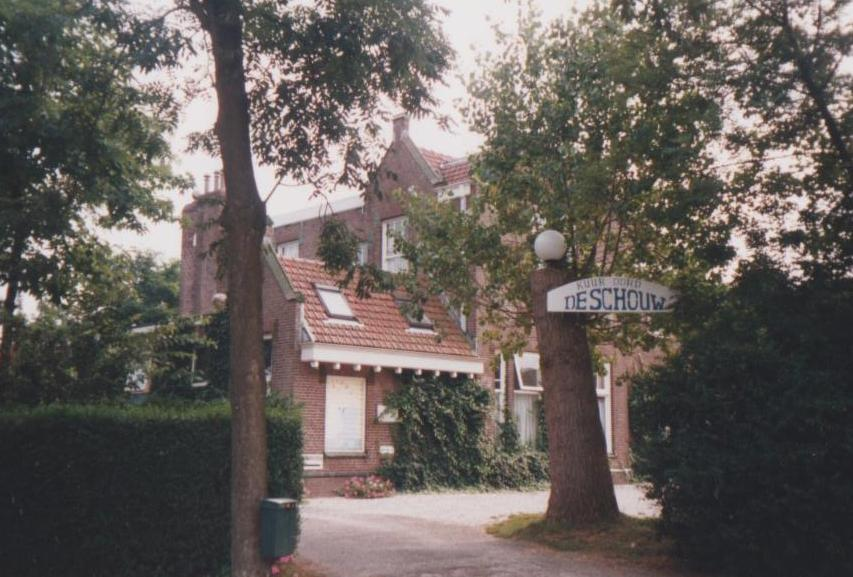
Voormalig ziekenhuis nu Kuuroord